# Gunnar Weijman-Hane
Gunnar Harald Weijman-Hane, född 20 september 1910 i Varberg, död 30 januari 1980 i Stävie församling, Malmöhus län, var en svensk väg- och vattenbyggnadsingenjör och professor.
Weijman-Hane, som var son till typograf Herman Weijman-Hane och Jenny Larsson, utexaminerades från Chalmers tekniska institut 1936. Han var anställd vid Väg- och vattenbyggnadsbyrån i Stockholm 1936–1938 samt vattenverkschef och hamningenjör i Karlskrona stad 1938–1942. Han startade och var innehavare av Allmänna ingenjörsbyrån med kontor i Göteborg, Malmö och Kalmar 1942–1947 samt startade och var innehavare av Sydsvenska Ingenjörsbyrån AB i Malmö 1948–1962. Han var slutligen professor i vattenförsörjnings- och avloppsteknik vid Chalmers tekniska högskola från 1962. Han innehade ett flertal statliga och kommunala utredningsuppdrag samt författade skrifter i vatten- och avloppsteknik. Han invaldes 1967 som ledamot av Kungliga Ingenjörsvetenskapsakademien.